# Charbonnières-les-Sapins
Charbonnières-les-Sapins era una comuna francesa situada en el departamento de Doubs, de la región de Borgoña-Franco Condado, que el 1 de enero de 2017 fue suprimida al fusionarse con las comunas de Étalans y Verrières-du-Grosbois y formar la comuna nueva de Étalans.

## Demografía
| Gráfica de evolución demográfica de Charbonnières-les-Sapins entre 1800 y 2014 |
|                                                                                |

Los datos demográficos contemplados en este gráfico de la comuna de Charbonnières-les-Sapins se han cogido de 1800 a 1999 de la página francesa EHESS/Cassini, y los demás datos de la página del INSEE.